# Hebardacris mono
Hebardacris mono är en insektsart som beskrevs av Rehn, J.A.G. 1964. Hebardacris mono ingår i släktet Hebardacris och familjen gräshoppor. Inga underarter finns listade i Catalogue of Life.